# المعهد الحر
المعهد الحر هو مؤسسة تعليمية وطنية مغربية تأسست بمدينة تطوان سنة 1935 خلال فترة الإستعمار الإسباني، وتُعد من أبرز المنشآت التربوية التي نُظمت بجهود الحركة الوطنية بهدف نشر التعليم العصري وتخريج أجيال من الوطنيين والمثقفين.

## خلفية تاريخية
شهدت مدينة تطوان خلال عشرينيات القرن العشرين بداية نهوض وطني في مجال التعليم، في ظل ظرفية استعمارية معقدة تميزت بحضور الاستعمار الإسباني، وما رافقه من محاولات لتكريس التبعية الثقافية والإيديولوجية. وفي هذا السياق، برزت مبادرات أهلية طموحة قادتها شخصيات وطنية بارزة تنتمي للنخبة المثقفة والواعية بأهمية التعليم كوسيلة لمقاومة الاستعمار وبناء وعي وطني مستقل. ومن أبرز هذه المبادرات، تأسيس "المدرسة الأهلية" سنة 1924، التي شكلت أول تجربة تعليمية وطنية حرة في شمال المغرب، بمبادرة من ثلة من المثقفين الرواد من أمثال عبد السلام بنونة، ومحمد داود، ومصطفى أفيلال، الذين عملوا على تأمين تعليم ابتدائي باللغة العربية، يزاوج بين الأصالة والانفتاح على مستجدات المعرفة الحديثة.
غير أن اقتصار المدرسة الأهلية على التعليم الابتدائي شكل عائقاً أمام أبناء الطبقات المتوسطة والفقيرة الراغبين في مواصلة دراستهم، حيث لم تكن في تطوان آنذاك مؤسسات ثانوية وطنية تؤمن امتداداً تعليمياً للمرحلة الأولى، مما اضطر العديد من الطلبة إلى السفر نحو المشرق العربي، وخاصة إلى فلسطين ومصر، لمتابعة دراستهم الثانوية والعليا في مؤسسات عربية مرموقة، مثل مدرسة النجاح في نابلس ، والأزهر وجامعة القاهرة في مصر. وقد ساهم هذا الاحتكاك بالمشرق في تغذية الوعي الوطني المغربي ورفد النخبة التطوانية بأفكار إصلاحية وتحررية جديدة.
وبناء على هذه الحاجة المتنامية لتأمين تعليم وطني شامل ومستقل، وفي ظل تصاعد الحركة الوطنية المغربية، برزت فكرة تأسيس مؤسسة تعليمية تستجيب لهذا الطموح، فكان أن تم تأسيس المعهد الحر بتطوان سنة 1935، كمؤسسة تعليمية أهلية حرة، حملت على عاتقها مسؤولية تأطير الناشئة المغربية في جو من الوطنية، والتمسك بالهوية. وقد شكل هذا المعهد امتداداً طبيعياً لتجربة المدرسة الأهلية، وتطوراً نوعياً في المشروع التعليمي الوطني، حيث وفر لأول مرة في شمال المغرب تعليماً ثانوياً كاملاً باللغة العربية، وبمناهج حديثة، تؤطرها نخبة من المثقفين الوطنيين الملتزمين بقضية التحرر والاستقلال.

## تأسيس المعهد الحر

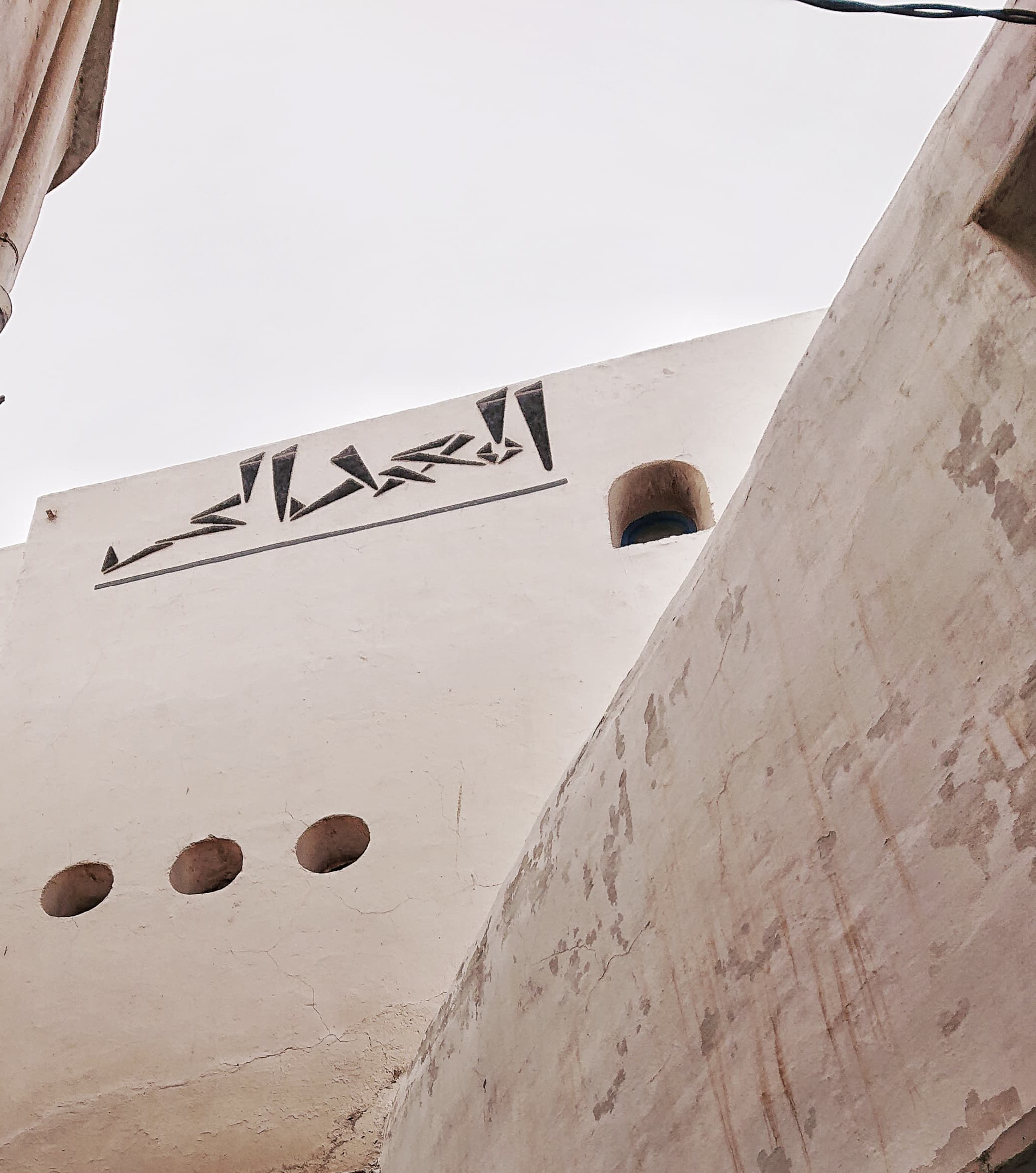
بناية المعهد الحر

قررت هيأة العمل الوطني في شمال المغرب في اجتماعها ليوم 18 ماي 1934، تكوين " لجنة للتعليم الخاص" مؤلفة من ستة أعضاء تم اختيارهم بالانتخاب السري هم  عبد الخالق الطريس وعبد السلام بنونة والتهامي الوزاني وعبد السلام بن جلون ومحمد أفيلال ومحمد طنانة، وقد أسندت إلى هذه اللجنة مهمة النهوض بالتعليم الوطني عن طريق جمع المال اللازم لتأسيس مدارس حرة تابعة للهيأة في كافة مدن المنطقة الخليفية وبالتالي القيام بالدعاية بين صفوف المواطنين لخلق الشعور بضرورة انتشار التعليم وتأسيس الظروف اللازمة لهذا الغرض. وقد نشرت هذه اللجنة بيانا لها في جريدة «الحياة» في العدد 12 بتاريخ 24 ماي 1934، تحت عنوان  الاهتمام بالتعليم الخاص إضافة إلى الدعاية الواسعة التي قام بها الأستاذ الطريس من خلال المحاضرات والمقالات. وبفضل مجهودات هذه اللجنة  برز للوجود مشروع تأسيس المعهد الحر هذه المؤسسة التي أعد قانونها الأساسي الأستاذ الطريس في 20 أكتوبر 1935م.
وبعد مناقشات معمقة حول الجوانب التربوية والمالية، اقترح الطريس تسمية هذه المؤسسة الجديدة باسم "المعهد الحر"، مُستلهمًا من تسمية Instituto Libre الإسباني، وقد نال هذا الاقتراح موافقة الجميع آنذاك،  وفي يوليو من نفس السنة، قدم عبد الخالق الطريس، ملتمسًا للإقامة العامة الإسبانية يطالب فيه بإصدار قانون يُخول للمغاربة تنظيم "التعليم العصري المغربي الحرفي" مرحلتيه الابتدائية والثانوية، وقد رافق ذلك مشروعا تفصيليًا لإنشاء المعهد.
وكان نجاح الحركة الانقلابية الفرنكوية في إسبانيا قد دفعها إلى محاولة التقرب من الوطنيين المغاربة في الشمال لأسباب منها أنها ظلت معزولة دوليا. لذا قامت الحكومة الاسبانية بتسليم بناية جديدة كان عبارة عن برج مدفي "برج طوبانة" في حي الطالعة بتطوان وجعلها مقرا للمعهد لتكون بذلك أول ثانوية عصرية وطنية عرفها المغرب.
وقد تولى إدارة هذا المعهد عند تأسيسه الأستاذ الطريس ما بين نوفمبر 1935 ودجنبر 1936م ليخلفه السيد الطيب بنونة في الإدارة.  ثم السيد محمد بن علال عزمان. ثم السيد محمد الخطيب. ثم السيد محمد بن عبد السلام الفاسي. ثم السيد محمد المسفيوي، ثم السيد التهامي الوزاني. ثم السيد أحمد بن جلون.
أما بخصوص أساتذة المعهد. فقد كانوا يدرسون مجانا بصفتهم متطوعين ونذكر من بين الرعيل الأول السادة الأساتذة عبد الخالق الطريس ومحمد الطنجي ومحمد ابن الآبار ومحمد عزيمان ومحمد أفيلال والحاج محمد بنونة والطيب بنونة ومحمد بناني ومحمد المكي الناصري والأستاذ الإسباني رودولفو خيل بن أمية.

## المواد الدراسية للمعهد
تميّز المعهد الحر منذ تأسيسه بتقديم برنامج تعليمي حديث، ضمّ مجموعة من المواد التي اعتُبرت آنذاك جديدة في سياق التعليم العربي بالمغرب. وشملت هذه المواد: اللغة العربية وآدابها، الأدب العربي، تاريخ المغرب وجغرافيته، التاريخ الإسلامي، الديانة والتشريع الإسلامي، الترجمة، التشريع الإداري، الرياضيات، العلوم الطبيعية، الكيمياء، الهندسة، واللغة الإسبانية.
وقد عمل المعهد، في فترة قصيرة بعد افتتاحه، على إنشاء مختبر علمي للعلوم الطبيعية والكيمياء، جُهِّز بأحدث الأجهزة والمواد المستوردة من الخارج، ما أتاح للتلاميذ فرصًا لتطبيق المناهج النظرية في إطار عملي وتجريبي حديث يُعدّ رائدًا في زمانه.

## دور المعهد في الحركة الوطنية
سرعان ما أصبح المعهد مركزًا لتصعيد الوعي الوطني، وبرزت له علاقات مع الحركة الطلابية والمثقفين المغاربة،  وتُعد سنة 1948 محطة بارزة في تاريخ المعهد الحر بتطوان، حيث شهدت المدينة خلال هذه السنة أحداثًا عنيفة نتيجة التصاعد المتزايد للحراك الوطني، تمثلت في مواجهات دامية بين المتظاهرين المطالبين بالاستقلال وسلطات الحماية الإسبانية. وقد أسفرت هذه الأحداث عن سقوط عدد من الضحايا، من بينهم الطالب عبد اللطيف المدوري، أحد أبرز تلاميذ المعهد، الذي قُتل على يد عناصر مرتبطة بالإدارة الاستعمارية. وقد ترتب عن هذه الأحداث اتخاذ إجراءات قمعية مباشرة ضد المعهد، الذي اعتُبر من طرف السلطات الاستعمارية فضاءً لتكوين نخب وطنية مناهضة للاستعمار.
في هذا السياق، أقدمت سلطات الحماية على اعتقال كافة أطر المعهد من مدير وأساتذة، وزُج بهم في سجن سبتة، فيما لم يُبق سوى على العون الإداري المكلف بحراسة البناية، ما أدى إلى توقف شبه كلي لأنشطة المؤسسة، وتهديد فعلي بإغلاقها.
وفي ظل هذا الوضع، تدخل التهامي الوزاني، الذي كان يشغل منصب مدير "المدرسة الأهلية"، وحاول إنقاذ المؤسسة من التوقف الكامل، حيث اقترح حلاً مرحليًا تمثل في تكليف بعض تلاميذ المرحلة الثانوية من النجباء بتدريس المستويات الابتدائية، وذلك لضمان استمرارية العملية التعليمية في حدها الأدنى.
وقد ترتب عن هذه المرحلة توقف التعليم الثانوي بالمعهد بشكل نهائي، واقتصار نشاطه منذ ذلك الحين على التعليم الابتدائي، وهو ما استمر حتى الزمن الراهن. ورغم محدودية الإمكانات والموارد المادية، لا تزال المؤسسة تُمارس نشاطها التربوي، محافظة على وجودها ضمن النسيج التعليمي المحلي، باعتبارها واحدة من أقدم المؤسسات التعليمية الوطنية التي رافقت مرحلة النضال من أجل الاستقلال، وأسهمت في تكوين عدد من الفاعلين في المشهد الثقافي والسياسي للمنطقة.
فالمعهد الحر إذن كان بمثابة قفزة مهمة في المجال التعليمي من حيث المضمون والمواد المدرسة، لكونه كان أول مؤسسة ثانوية عصرية عربية وطنية بالمغرب كما تظهر خصوصية هذا المعهد في كون أغلب أساتذته - إن لم نقل كلهم كانوا من بين رجال الحركة الوطنية في شمال المغرب. ومن أجل هذا يقول الأستاذ الطيب بنونة في هذا المعهد: «وملخص القول فالمعهد الحر يمكن أن نعتبره بحق معقلا من معاقل الوطنية المغربية ومركزا من مراكز الانطلاقة الأولى لتحقيق الحرية والاستقلال في هذا الوطن العزيز» .